# Завадський Йосип Станіславович
Йо́сип Станісла́вович Зава́дський (31 травня 1928, Петраші — 27 грудня 2003, Київ) — український науковець у галузі агропромислового комплексу, економіст-аграрник, педагог. Доктор економічних наук (1981), професор (1982), академік Академії наук вищої школи України (1993). Заслужений діяч науки і техніки України (1993).
Майже пів століття — завідувач заснованої ним кафедри управління сільськогосподарським виробництвом Української сільськогосподарської академії (пізніше — Національного аграрного університету; 1955—2003). Автор понад 200 наукових робіт, у яких розв'язав теоретичні та практичні проблеми менеджменту і маркетингу агропромислового комплексу в умовах ринкової економіки.

## Життєпис
Народився 31 травня 1928 року в селі Петраші на теперішній Хмельниччині.
У 1946 році закінчив Говірський сільськогосподарський технікум (нині — Кам'янець-Подільський фаховий коледж Подільського державного університету). Відтоді ж — агроном, пізніше головний агроном Деражнянського райсільгоспуправління та машинно-тракторної станції.
У 1953 році закінчив агрономічний факультет Київського сільськогосподарського інституту, де працював з 1955 року (у реорганізованій Українській сільськогосподарській академії; УСГА). У 1960 році здобув науковий ступінь кандидата економічних наук, захистивши дисертацію на тему «Вопросы рационального сочетания отраслей в связи с перспективным планированием колхозного производства: на примере Деражнянского района, Хмельницкой области».
У 1963—1966 роках працював у Монгольській Народній Республіці. У 1973 році заснував кафедру управління сільськогосподарським виробництвом (з 1996 року — кафедра менеджменту та маркетингу) УСГА, якою завідував до кінця життя.

Могила Йосипа Завадського, кладовище в Новосілках

У 1981 році здобув науковий ступінь доктора економічних наук, захистивши дисертацію на тему «Проблемы совершенствования управления сельскохозяйственным производством: организационный и социально-психологический аспекты». Через рік затверджений у вченому званні професора.
Протягом 1987 року працював у В'єтнамі, у 1993—1996 роках — у Парижі, як експерт з економіки України Міжнародної організації «Розвиток співробітництва Схід-Захід».
Працював до останніх днів життя. Помер у 75-річному віці 27 грудня 2003 року. Похований на кладовищі села Новосілки (50°21′18.22″ пн. ш. 30°28′5.22″ сх. д. / 50.3550611° пн. ш. 30.4681167° сх. д.).

## Наукова діяльність
Автор понад 200 наукових робіт, низки навчальних посібників, підручників і словників, зокрема опублікованих посмертно. Науковий керівник і консультант близько 40 докторів і кандидатів наук. Серед учнів Йосипа Завадського — професори та академіки Андрій Кандиба, Валерій Галушко, Георгій Чорний, Анатолій Діброва, Олексій Гудзинський, Олена Гудзь, Тетяна Балановська, Любов Червінська, Олександр Дорофєєв тощо.
Один із перших українських економістів, який ґрунтовно дослідив теоретико-методологічні засади, проблеми, норми управління для керівників сільськогосподарських підприємств, розв'язав теоретичні та практичні проблеми менеджменту і маркетингу агропромислового комплексу в умовах ринкової економіки.
З середини 1970-х років до кінця життя очолював засновану ним наукову школу з управління виробництвом, спільно з учнями застосовував оптимальні управлінські методи для налагодження виробничих процесів у галузях економіки. Протягом 15 років координував міжкафедральні дослідження проблем менеджменту та маркетингу УСГА, 4 роки очолював спеціалізовану вчену раду з захисту докторських дисертацій.
У 1993 році, за значний науковий і освітній внесок, нагороджений званням «Заслужений діяч науки і техніки України». Тоді ж обраний академіком Академії наук вищої школи України, рік потому — дійсним членом Міжнародної академії комп'ютерних наук і систем. За два тижні до смерті став членом секції кадрової політики, аграрної освіти та науки Науково-технічної ради Міністерства аграрної політики України.

## Науковий доробок (частковий)
- Вопросы рационального сочетания отраслей в колхозах: (На примере Деражнянского района Хмельницкой области) / Хмельниц. обл. упр. сельского хозяйства. — Хмельницкий: [б. и.], 1958. — 55 с.
- Вопросы рационального сочетания отраслей в связи с перспективным планированием колхозного производства: на примере Деражнянского района, Хмельницкой области: диссертация кандидата экономических наук : 08.00.00. — Киев, 1959. — 320 с. : ил.
- Основы управления производством в сельскохозяйственных предприятиях: [Для экон. специальностей с.-х. вузов] / И. С. Завадский, И. Г. Ушачев. — Киев: Вища шк., 1973. — 279 с. : ил.
- Управление сельскохозяйственным производством: [Учеб. пособие для с.-х. вузов по экон. специальностям] / И. С. Завадский. — Киев: Вища школа, 1977. — 312 с. : ил.
- Научно-техническая информация в сельском хозяйстве / [Подгот. И. С. Завадский, канд. экон. наук, доц. Н. И. Беляков, канд. экон. наук, Е. П. Довгополая, канд. с.-х. наук, Н. М. Петрова] ; Под ред. И. С. Завадского. — Москва: Колос, 1977. — 175 с.
- Организация распорядительной деятельности и принятия управленческих решений. — Киев: Урожай, 1979. — 192 с.
- Проблемы совершенствования управления сельскохозяйственным производством: организационный и социально-психологический аспекты: диссертация доктора экономических наук : 08.00.05. — Киев, 1979. — 507 с. : ил.
- Управление сельскохозяйственным производством: [Учеб. пособие для с.-х. техникумов и совхозов-техникумов по арг., зоотехн. и инж. спец. / И. С. Завадский, Е. С. Гнед, А. Д. Гудзинский и др.]; Под ред. И. С. Завадского. — Киев: Вища школа, 1981. — 223 с.
- Управление сельскохозяйственным производством: [Учеб. для высш. с.-х. учеб. заведений по экон. спец.] / И. С. Завадский. — 2-е изд., перераб. и доп. — Киев: Вища шк., 1984. — 311 с.
- Організація і психологія управління трудовими колективами / Й. С. Завадський. — Київ: Урожай, 1985. — 160 с.
- Вопросы механизма управления АПК УССР: Сб. науч. тр. / Укр. с.-х. акад.; [Редкол.: И. С. Завадский (отв. ред.) и др.]. — Киев: УСХА, 1988. — 181 с.
- Орендний підряд: результати, проблеми, шляхи їх вирішення / Й. С. Завадський, В. К. Савчук, Л. С. Шатковська. — Київ: Урожай, 1990. — 94, [1] с.
- Механизм хозяйствования и развитие прогрессивных формирований в АПК: Сб. науч. тр. / Укр. с.-х. акад.; [Редкол.: И. С. Завадский (отв. ред.) и др.]. — Киев: Изд-во УСХА, 1991. — 107,[1] с.
- Удосконалення механізму господарювання в сільськогосподарських підприємствах і об'єднаннях / [Й. С. Завадський та ін.] ; за ред. Й. С. Завадського. — Київ: Урожай, 1991. — 180,[2] с.
- Основи менеджменту в АПК: підруч. для викладачів і студ. екон. спец. вузів І і ІІ рівнів акредитації / Й. С. Завадський [та ін.] ; ред. Й. С. Завадський. — К. : Вища шк., 1995. — 246 с. : іл.
- Словник термінів і понять ринкової економіки / Й. С. Завадський, Л. М. Грищенко. — Київ: Сільгоспосвіта, 1995. — 108 с.
- Менеджмент: Management / Й. С. Завадський. — К., 1997. Т. 1. — К. : [б.в.], 1997. — 543 с.
- Вступ у бізнес: пер. з англ. / Д. А. Стонер, Е. Г. Долан ; ред. і вступ. ст. Й. С. Завадський. — К. : Видавництво Європейського університету фінансів, інформаційних систем, менеджменту і бізнесу, 2000. — 750 с.
- Менеджмент: Management: підруч. для студ. екон. спец. вищ. навч. закладів України (ІІІ і ІV рівнів акредитації): У 3. т. / Й. С. Завадський. — К. : Європейський ун-т, 2002. Т. 2. — [Б. м.]: [б.в.], 2002. — 635 с.
- Фермер з Поділля / М. П. Шевчук, Й. С. Завадський. — Хмельницький: Поділля, 2004. — 112 с. : іл.
- Завадський Й. С., Осовська Т. В., Юшкевич О. О. Економічний словник. — Київ: Кондор, 2006. — 356 с.